# Charles-Joseph de Ligne
Carlos José de Ligne (en francés Charles-Joseph de Ligne; en alemán: Charles Joseph Fürst de Ligne; Bruselas, 23 de mayo de 1735-Viena, 13 de diciembre de 1814) fue un escritor, mariscal y diplomático belga, séptimo príncipe de la casa de Ligne.
En los últimos años, su obra literaria se viene considerando clave para conocer el periodo ilustrado; abarca lo autobiográfico, lo histórico-militar, lo que hoy llamaríamos ecológico, la narrativa, el teatro y el aforismo moral.

## Biografía
prince de Ligne nació de Claudio Lamoral II, VI príncipe de Ligne, y de la princesa Isabel de Salm. Tuvo por padrino al emperador Carlos VI. Su vida fue la de un cortesano de primera fila, siempre fiel al Imperio. A los 16 años hizo su primer viaje a Viena, a fin de ser presentado a la emperatriz María Teresa. A los veinte, se casó con Françoise Marie Xavière, princesa de Liechtenstein. Participó activamente en la Guerra de los Siete Años, luchando en las batallas de Kolín, Schweinitz, Breslavia, Leuthen, Olomouc, Hochkirch, Thiennendorf y Kunersdorf.
Aprovechó sus desplazamientos por Europa y su atractiva personalidad para conocer, entre otros, a Voltaire, Rousseau y Casanova. En 1780 hizo su primer viaje a Rusia, lo que dio pie a una estrecha relación con Catalina II, que le regaló tierras en Crimea. En 1794, tras la derrota austriaca de Fleurus, dejó para siempre su casa solariega de Beloeil, en los Países Bajos, y se estableció en Viena. Fue en el Congreso celebrado en esta ciudad (1814) donde realizó su última labor diplomática.

## Matrimonio y descendencia
El 6 de agosto de 1755 contrajo matrimonio con la princesa María Francisca de Liechtenstein (27 de noviembre de 1739-17 de mayo de 1821), hija del príncipe Manuel José de Liechtenstein (1700-1771) y de la condesa María Antonia de Dietrichstein-Weichselstädt (1706-1777). María Francisca era hermana menor del príncipe Francisco José I de Liechtenstein. Tuvieron siete hijos:
- María Cristina (1757-1830). Contrajo matrimonio en 1775 con Juan Nepomuceno, II príncipe de Clary y Aldringen; con descendencia.
- Carlos Antonio (1759-1792). Contrajo matrimonio en 1779 con Elena Apolonia Massalska (1763-1815). Fue padre de una hija:
  - Sidonia (1786-1828). Contrajo matrimonio en 1807 con el conde polaco Francisco Potocki (1788-1853), ayudante del mariscal Davout; con descendencia.
- Francisco Leopoldo (1764-1771). Fallecido en la infancia.
- Luis Eugenio (1766-1813). Contrajo matrimonio en 1803 con la condesa Luisa van der Noot de Duras; con descendencia:
  - Eugenio, VIII príncipe de Ligne (1804-1880).
  - Julio Luis (1806-1811).
  - Octavia (1808-1810).
- Adalberto Xavier (1767-1771). Fallecido en la infancia.
- Eufemia Cristina (1773-1834). Casada en 1798 con el conde húngaro János Palffy de Erdőd (1775-1821).
- Fauna (1775-1849). Contrajo matrimonio en 1812 con Raban, Barón Spiegel (1775-1836).

También tuvo dos hijas fuera del matrimonio: Angélica (1749-1822) y Adelaida (1809-1810).

## Obra literaria
La obra del príncipe de Ligne es la de una figura excepcional que conoció de primera mano la época ilustrada y el advenimiento de la Europa napoleónica. Su literatura, de muchas facetas, tiene siempre un centro: él mismo. Fue un gran retratista, memorialista y aforista. Escribió también sobre el arte de los jardines y la historia militar europea. El sentido de su obra es antifilosófico, es decir, se opuso al predominio de la razón y a las reformas preconizadas por los philosophes ilustrados.
Su consagración se inició con la publicación del volumen Lettres et pensées du feld-maréchal prince de Ligne (1809), al cuidado de Madame de Staël, figura de la naciente literatura romántica. Fue admirado por Goethe, lord Byron, Barbey d'Aurevilly y Paul Valéry.

## Libros
Pese a que publicó desde joven, fue en sus años vieneses cuando se dedicó a revisar y editar su obra, que fue apareciendo en Dresde en 34 volúmenes bajo el título de Mélanges militaires, littéraires et sentimentaires (1797-1811). Destacan:
- Lettres à Eugénie sur les spectacles (1774)
- Céphalide, ou les Autres mariages samnites, comedia con música (1777)
- Préjugés y Fantaisies militaires (1780)
- Utopie ou règne du Grand Selrahcengil
- Colette et Lucas, comedia con música (1781)
- Coup d'œil sur Belœil (1781)
- Fantaisies militaires (1783)
- L'Amant ridicule, proverbios en prosa (1787)
- Mélanges militaires, littéraires et sentimentaires (1795-1811)
- Mémoires sur les Juifs (1795-1811)
- Les Embarras, pieza en un acto (manuscrito)
- Contes immoraux
- Fragments sur l'histoire de ma vie.

## Obra en español
- Príncipe de Ligne: Amabile. Obra escogida, Prólogo, selección, traducción y notas de Jorge Gimeno, Valencia, Pre-Textos, 2005.